# Boxford (Suffolk)
Boxford is een civil parish in het bestuurlijke gebied Babergh, in het Engelse graafschap Suffolk. In 2001 telde het civil parish 1258 inwoners. De civil parish telt 87 monumentale panden.